# ARM Cortex-A53
ARM Cortex-A53는 ARM 홀딩스의 케임브리지 설계 센터에서 설계한 ARMv8-A 64비트 명령어 집합을 구현한 최초의 두 가지 중앙 처리 장치 중 하나이며, 다른 하나는 Cortex-A57이다. Cortex-A53은 2-와이드 디코딩 슈퍼스칼라 프로세서로, 일부 명령어를 두 번 발행할 수 있다. 이 프로세서는 2012년 10월 30일에 발표되었으며, ARM은 이를 더 강력한 Cortex-A57 마이크로아키텍처에 대한 독립적이고 에너지 효율적인 대안으로, 또는 Big.LITTLE 구성에서 더 강력한 마이크로아키텍처와 함께 사용하도록 판매한다. 다른 ARM 지적 재산 및 프로세서 설계와 마찬가지로 라이선스 사용자에게 IP 코어로 제공된다.

## 개요
- 2-way 슈퍼스칼라, 인오더 실행 파이프라인을 갖춘 8단계 파이프라인 프로세서
- DSP 및 NEON SIMD 확장이 코어별로 필수
- VFPv4 부동소수점 장치 온보드 (코어별)
- 하드웨어 가상화 지원
- 트러스트존 보안 확장
- 64바이트 캐시 라인
- 10개 엔트리 L1 TLB 및 512개 엔트리 L2 TLB
- 4 KiB 조건부 분기 예측, 256개 엔트리 간접 분기 예측기

## 활용
Cortex-A53은 2014년부터 현재까지 모바일 SoC에서 가장 널리 사용되는 플랫폼으로, 모바일 장치용 ARM 플랫폼 중 가장 오랫동안 사용되는 플랫폼 중 하나이다. 현재 대부분의 보급형 및 중저가형 SoC에 탑재되어 있으며, 고급형 SoC는 최신 ARM Cortex-A55를 사용한다. Cortex-A53을 아직도 사용하는 최신 SoC는 저가형 스마트폰용으로 설계된 미디어텍 Helio G50이다.
ARM Cortex-A53 프로세서는 2015년부터 LeMaker HiKey에 사용되었고, 2016년 2월부터 라즈베리 파이 3, 그리고 2021년 10월부터 Raspberry Pi Zero 2 W에 사용되었다.
Cortex-A53은 퀄컴, 삼성, 그리고 미디어텍의 여러 SoC에도 사용된다. Cortex-A53의 세미 커스텀 파생형은 퀄컴의 크라이오 250 및 크라이오 260 CPU에 사용되었다. 스타링크 지상 터미널은 ST마이크로일렉트로닉스의 쿼드 코어 Cortex-A53 SoC를 주 제어 장치로 사용한다.
이 프로세서는 오드로이드-C2 및 로쿠 스트리밍 미디어 플레이어(2016년 이후 고급 모델과 2017년에서 2019년 사이에 출시된 모든 모델)에 사용된다. 또 다른 주목할 만한 Cortex-A53 응용 분야는 Pine A64/A64+ 싱글 보드 컴퓨터이다.
이 코어는 24코어 SoC인 Socionext SynQuacer SC2A11에 사용된다.
이 프로세서는 Fire HD 8 및 Fire HD 10 (후자는 Cortex-A72 코어도 포함)을 포함한 아마존 파이어 태블릿에 사용된다. 또한 Echo Show 5, Echo Show 8, Echo Show 5 (2세대)와 같은 일부 Amazon Echo Show 모델에도 사용된다.
이 프로세서는 포티넷의 Fortigate 81F 보급형 방화벽에 사용된다.
자동차 전자 제어 장치는 차량 네트워크 처리 및 고성능 실시간 계산을 위해 A53 코어를 활용한다.

## 같이 보기
- ARMv8-A 코어 비교